# إلهام العلامات التجارية
إن شركة الهام العلامات التجارية، المعروفة سابقًا باسم مجموعة مطاعم اربيز، هي تعتبر شركة قابضة ومالك وصاحب الامتياز  لكافة مطاعم أربيز وبفلو وايلد وينقز وسونيك درايف إن وجيمي جونز ورستي تاكو. يقع المكان الرئيسي للشركة ومركز الدعم العالمي في ساندي سبرينجز ، جورجيا، في مكان محيط مركز مترو أتلانتا.  الهام العلامات التجارية مملوكة لمجموعة رورك كبيتل قروب.  جعل الاستحواذ على جيمي جونز انسباير رابع أكبر مجموعة سلسلة مطاعم. 

## التاريخ
، (ARG) مجموعة مطاعم اربيز تم تغيير اسمها إلى الهام العلامات التجارية، حيث استحوذت الشركة على بفلو وايلد وينقز في 5 فبراير 2018. تمتلك بفلو وايلد وينقز أيضًا سلسلة رستي تاكو.   تم اختيار بول براون الرئيس التنفيذي لشركة اربي للاستمرار في منصب الرئيس التنفيذي لشركة الهام العلامات التجارية . توقع براون أن تستحوذ إنسباير على سلاسل إضافية في قطاعات مختلفة. يخطط لهيكلة الشركة على غرار هيلتون للفنادق والمنتجعات.  الشريك في الملكية تم تخفيض حصة شركة وينديز من 18.5٪ إلى 12.3٪ بسبب ضخ رأس المال من رورك لتمويل الشراء.  في سبتمبر 2018 ، عادت انسباير لـ 27 موقعًا R Taco إلى اسم رستي تاكو . 
في 16 أغسطس 2018 ،قد أعلنت شركة وينديز أنها قامت ببيع حصتها التي تساوي 12.3٪ في الهام العلامات التجارية إلى الشركة مقابل 450 مليون دولار، والتي تتضمن علاوة 38٪ على التقييم الاخير للحصة.  في 28 أغسطس 2018 ، أعلن حاكم ولاية جورجيا ناثان ديل أن انسباير كانت تنقل مقرها الرئيسي إلى ساندي سبرينجز ، جورجيا في عام 2019. 
أعلنت الهام العلامات التجارية في 25 سبتمبر 2018 أنها كانت تشتري سونيك درايف إن ومقرها أوكلاهوما سيتي مقابل 2.3 مليار دولار.  اكتمل الاستحواذ في 7 ديسمبر 2018. 
أعلنت شركة الهام العلامات التجارية أنها ستشتري جيمي جونز في 25 سبتمبر 2019.   تم إغلاق الصفقة في 18 أكتوبر. 

## روابط خارجية
- الموقع الرسمي